# Lythrurus ardens
Lythrurus ardens är en fiskart som först beskrevs av Edward Drinker Cope, 1868.  Lythrurus ardens ingår i släktet Lythrurus och familjen karpfiskar. Inga underarter finns listade i Catalogue of Life.